# Jaguar D-Type
Jaguar D-Type — спортивный гоночный автомобиль, который производился компанией Jaguar в период между 1954 и 1957 годом.

## Разработка
После успеха на 24-часовых гонках в Ле-Мане предшественника, C-Type, фирма Jaguar решила не останавливаться на достигнутом и стала готовить новую модель. Прототип изготовили к 1953 году, а годом позже представили окончательную версию — Jaguar D-Type. За основу была взята одноместная кабина сверхзвукового истребителя; к этому несущему кузову типа монокок из лёгкого магниевого сплава крепилась трубчатая передняя рама, на которую навешивалась подвеска, четырёхскоростная коробка передач и двигатель.

## Описание

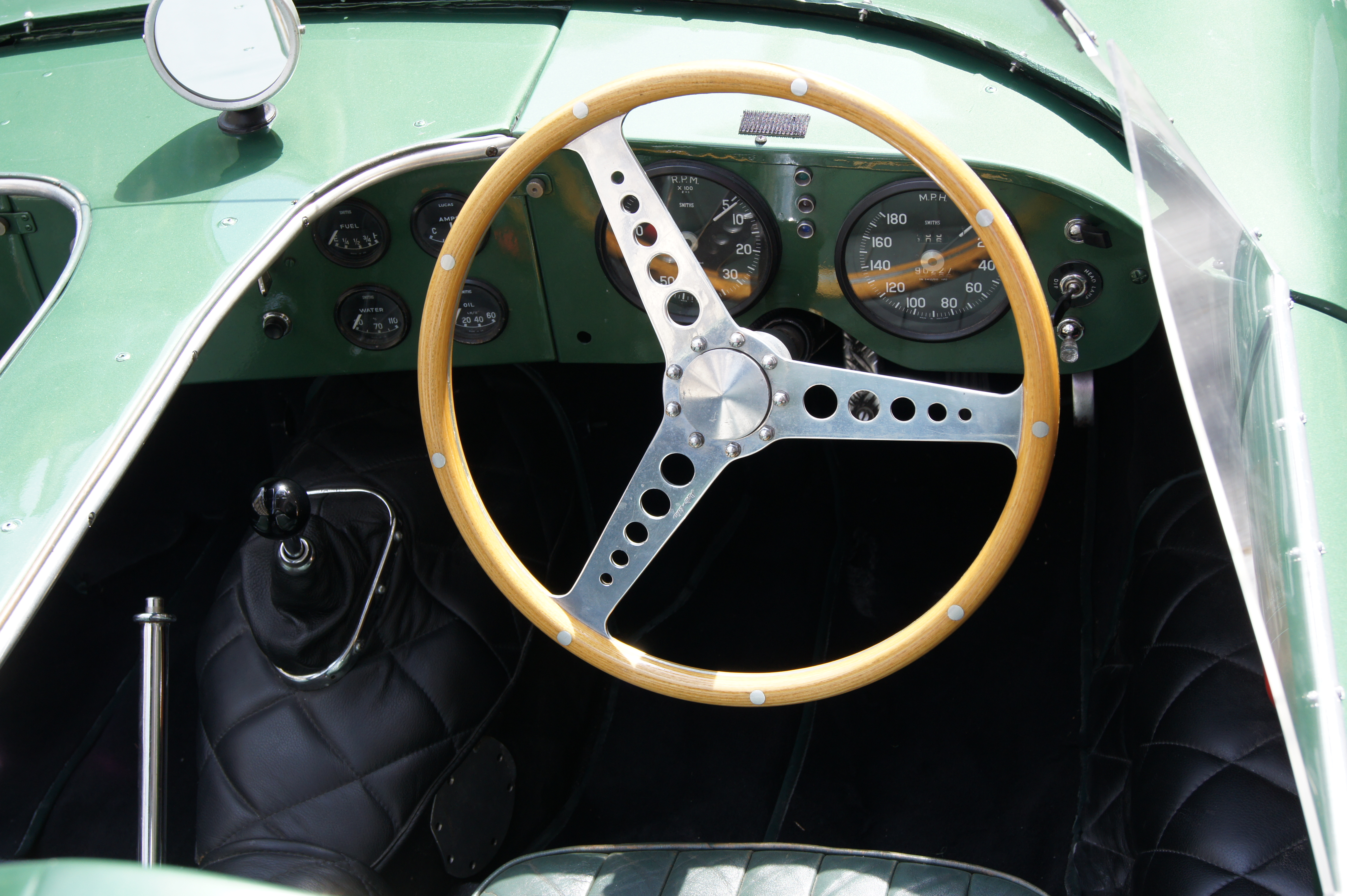
Приборная панель

Шестицилиндровый мотор Jaguar D-Type имел объём 3,5 литра и с помощью трёх карбюраторов выдавал мощность в 265 л. с. Топливные баки располагались в хвосте, дизайнеры следовали авиационной практике, установив деформируемую авиационную ёмкость для горючего вместо обычного бака. Впервые за всё время производства Jaguar спицованные диски заменили на литые и установили дисковые тормоза на всех колёсах. Помимо высокотехнологичного оборудования, для победы требовалась высокая аэродинамика. Над ней поработал Малкольм Сэйер. Сразу за единственным сидением он установил высокий киль-стабилизатор, лобовое стекло было невысоким и опоясывало всю открытую кабину гонщика. Капотную линию он сделал очень низкой, — этого удалось добиться благодаря новаторской системе смазки с сухим картером и наклоненным на 8° двигателем. Хотя Филип Портер утверждает, что последнее было сделано для обеспечения дополнительного пространства для труб, питающих три карбюратора Вебера. Автомобиль массой в 1219 кг разгонялся с места до 100 км/ч за 4,7 секунды и развивал максимальную скорость в 240 км/ч.

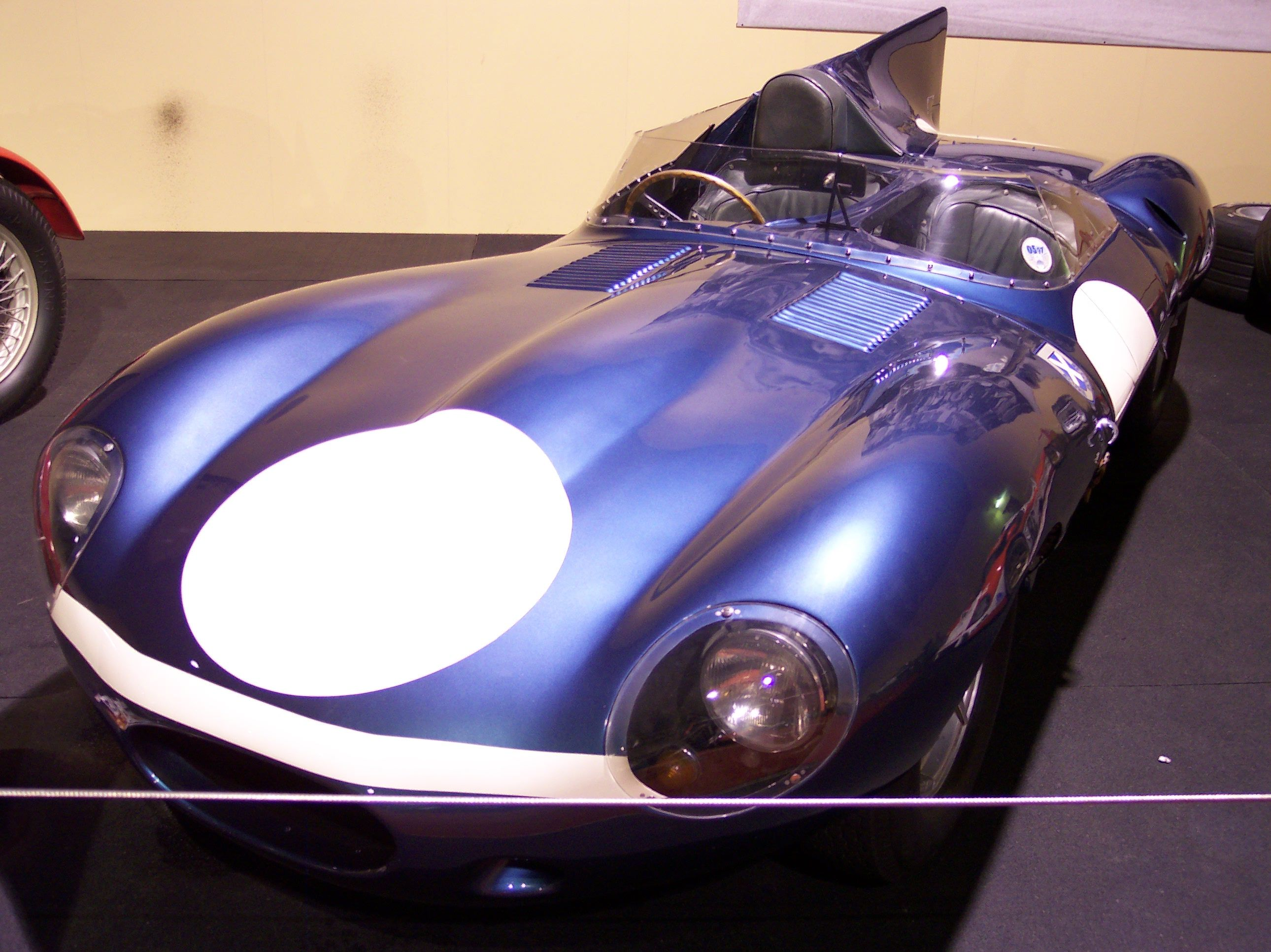
D-Type XKD606, победитель гонки Ле-Мана 1957, команда Ecurie Ecosse

Дебют Jaguar D-Type в гонах Ле-Мана состоялся в 1954 году. Однако из-за проблем с топливным фильтром автомобилю приходилось часто заезжать на пит-стопы. В результате Jaguar, несмотря на хорошую аэродинамику, отстал почти на круг от победителя, Ferrari. Тем не менее, хорошие динамические показатели позволили D-Type трижды победить в Ле-Мане — в период с 1955 по 1957 год, причём в 1957 году машины этой модели заняли все призовые, а также четвёртое и шестое места.

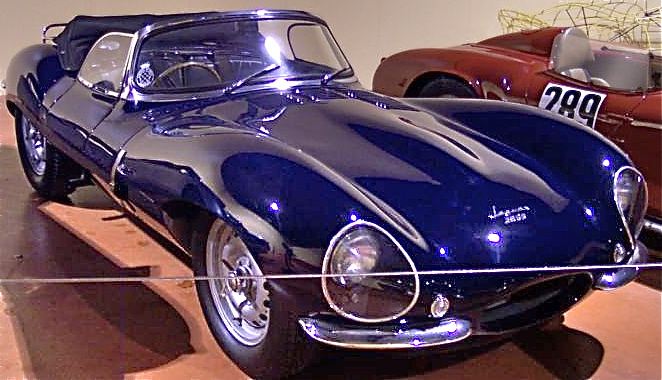
Версия XKSS

Всего было изготовлено 54 экземпляра, из которых пять сгорело во время масштабного пожара на заводе Browns Lane 12 февраля 1957 года, ещё четыре впоследствии разобрали на запчасти. Также 16 штук было построено под индексом XKSS — они были созданы для рынка США и отличались от гоночной версии двумя посадочными местами, двумя дверями, полноразмерным ветровым стеклом и обычным нефорсированным двигателем.
В 2016 году кузов №XKD501 в цветах гоночной команды Ecurie Ecosse, ставший победителем Ле-Мана в 1956 году, продали на аукционе RM Sotheby’s за $21 780 000.